# Сошичі
Сошичі (хорв. Sošići) — населений пункт у Хорватії, в Істрійській жупанії у складі громади Канфанар.

## Населення
Населення за даними перепису 2011 року становило 61 осіб.
Динаміка чисельності населення поселення:

## Клімат
Середня річна температура становить 13,41 °C, середня максимальна – 27,35 °C, а середня мінімальна – -1,25 °C. Середня річна кількість опадів – 862 мм.
| Клімат поселення                              | Клімат поселення | Клімат поселення | Клімат поселення | Клімат поселення | Клімат поселення | Клімат поселення | Клімат поселення | Клімат поселення | Клімат поселення | Клімат поселення | Клімат поселення | Клімат поселення | Клімат поселення |
| Показник                                      | Січ.             | Лют.             | Бер.             | Квіт.            | Трав.            | Черв.            | Лип.             | Серп.            | Вер.             | Жовт.            | Лист.            | Груд.            |                  |
| Середній максимум, °C                         | 9,93             | 10,86            | 13,81            | 17,34            | 22,41            | 26,69            | 27,35            | 27,04            | 22,44            | 17,78            | 12,69            | 9,38             |                  |
| Середня температура, °C                       | 4,34             | 5,28             | 8,21             | 11,76            | 16,83            | 21,10            | 23,47            | 23,16            | 18,55            | 13,88            | 8,81             | 5,50             |                  |
| Середній мінімум, °C                          | −1,25            | −0,3             | 2,62             | 6,16             | 11,23            | 15,50            | 19,59            | 19,27            | 14,66            | 10,00            | 4,93             | 1,62             |                  |
| Норма опадів, мм                              | 64               | 53               | 61               | 69               | 63               | 72               | 50               | 75               | 80               | 97               | 101              | 77               |                  |
| Середньомісячна швидкість вітру, м/с          | 2.21             | 2.48             | 2.61             | 2.60             | 2.32             | 2.23             | 2.22             | 2.18             | 2.22             | 2.39             | 2.49             | 2.39             |                  |
| Середньомісячна сонячна радіація, кДж/м²·день | 4502             | 7426             | 10795            | 15280            | 19431            | 21256            | 22307            | 19288            | 14222            | 9111             | 4968             | 3834             |                  |
| --------------------------------------------- | ---------------- | ---------------- | ---------------- | ---------------- | ---------------- | ---------------- | ---------------- | ---------------- | ---------------- | ---------------- | ---------------- | ---------------- | ---------------- |
| Джерело:                                      |                  |                  |                  |                  |                  |                  |                  |                  |                  |                  |                  |                  |                  |